# Linnaeoideae
Die Linnaeoideae sind eine Unterfamilie der Familie Geißblattgewächse (Caprifoliaceae) in der Ordnung der Kardenartigen (Dipsacales). Die fünf bis sieben Gattungen mit 19 bis 36 Arten sind auf der Nordhalbkugel verbreitet.

## Beschreibung

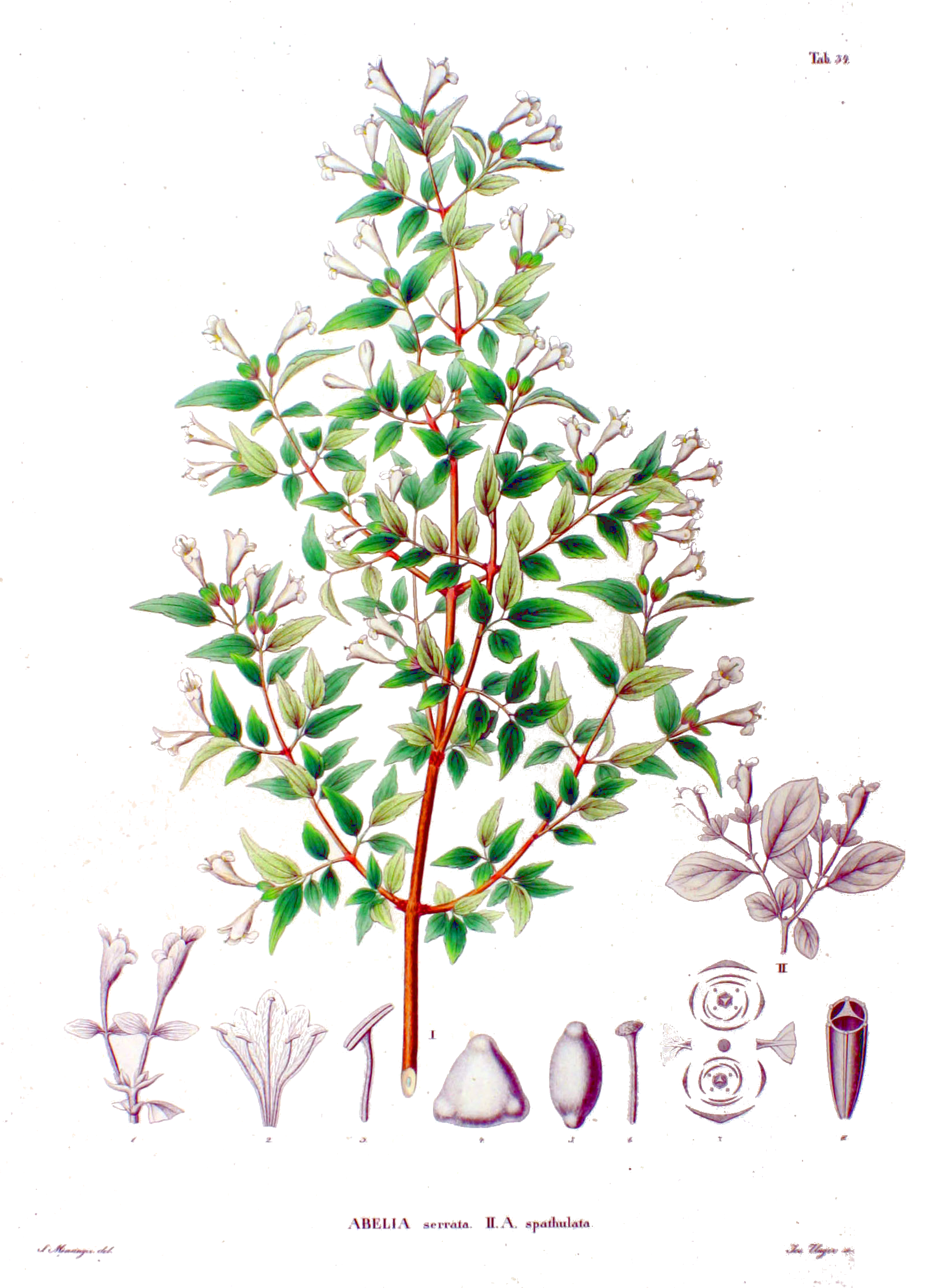
Illustration von Abelia-Arten

### Erscheinungsbild und Blätter
Es handelt sich um meist selbständig aufrechte Sträucher oder selten kriechende Halbsträucher (Linnaea). Die meist gegenständig, manchmal wirtelig an den Zweigen angeordneten Laubblätter sind in Blattstiel und Blattspreite gegliedert. Die Blattspreiten sind meist einfach und besitzen manchmal einen gewellten Rand. Es sind keine Nebenblätter vorhanden.

### Blütenstände und Blüten
Die Blüten stehen einzeln in den Blattachseln und zu zweit bis dritt in zymösen Blütenständen zusammen. Die Tragblätter sind entweder laubblattähnlich oder reduziert und bilden an der Basis des Fruchtknotens einen „Nebenkelch“. Die Blüten sind meist zwittrig, oft mehr oder weniger zygomorph bis manchmal fast radiärsymmetrisch und vier- oder fünfzählig. Die Kelchblätter sind klein. Alle Taxa haben vier oder fünf verwachsene Blütenkronblätter. Es ist nur der äußere Kreis mit vier fertilen Staubblättern vorhanden. Die behaarten Staubfäden sind auf 1/3 bis 1/2 Länge mit der Kronröhre verwachsen. Drei oder vier Fruchtblätter sind zu einem unterständigen, drei- oder vierkammerigen Fruchtknoten verwachsen. Der lange Griffel endet in einer kopfigen Narbe.
Die Frucht ist von den haltbaren Kelchblättern gekrönt, nur bei Linnaea fallen diese früh ab. Die Früchte enthalten nur eine oder zwei Samen. Der relativ kleine Embryo ist gerade. Es ist reichlich Endosperm vorhanden.

## Systematik und Verbreitung

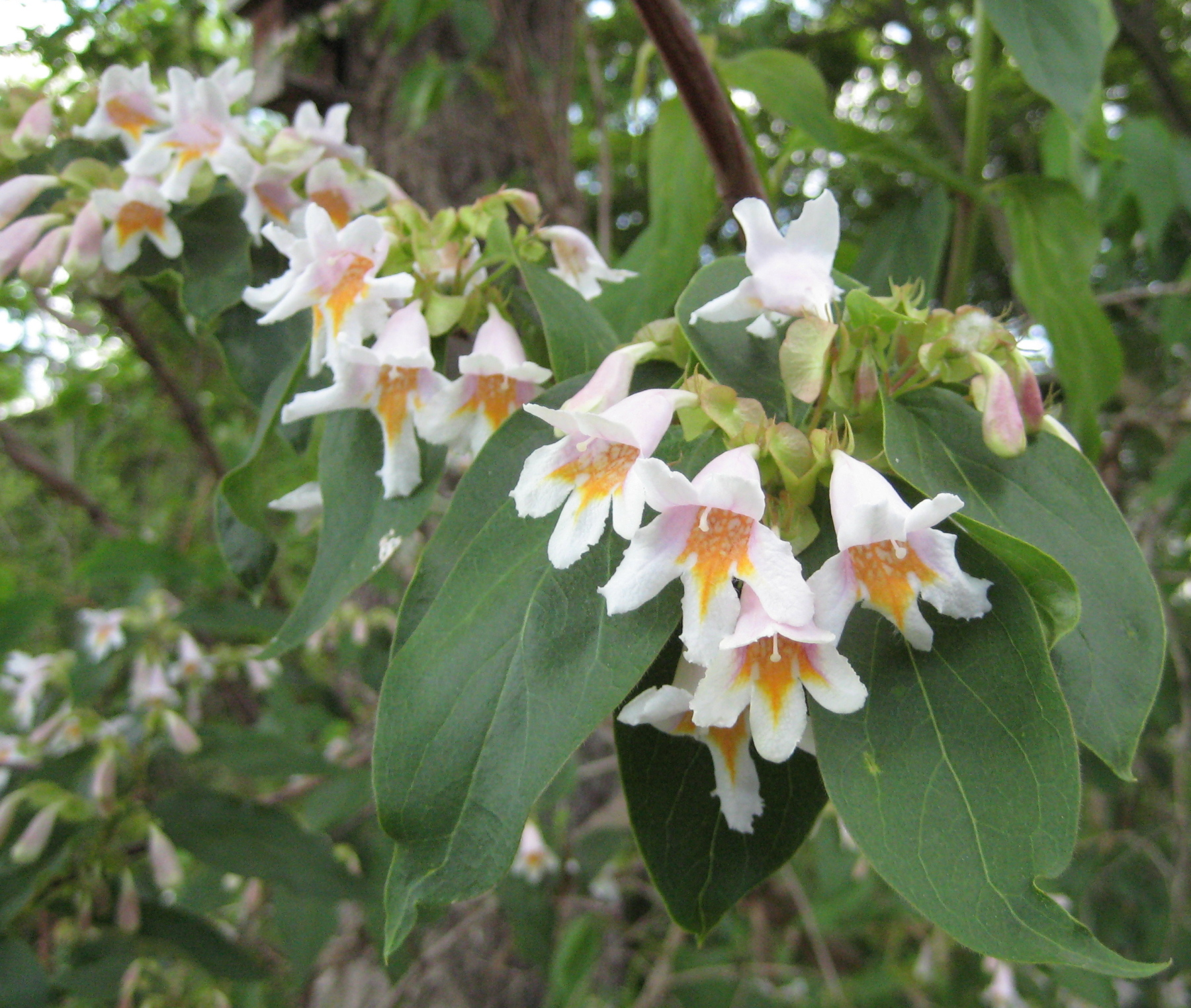
Laubblätter und Blüten von Dipelta floribunda

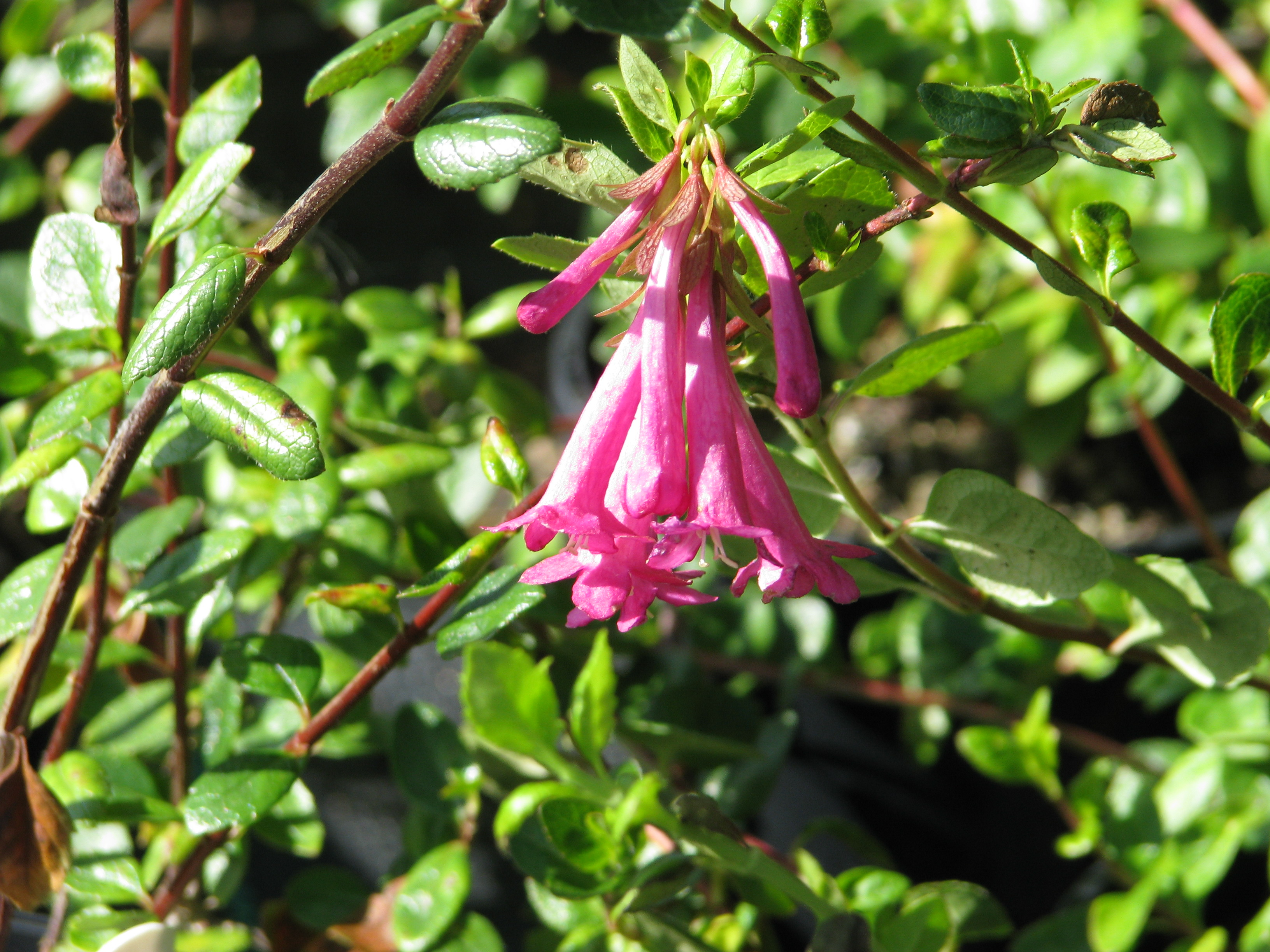
Laubblätter und Blüten von Abelia floribunda

Die Unterfamilie wurde von Constantine S. Rafinesque-Schmaltz erstbeschrieben. Die hierher gehörenden Gattungen werden sowohl traditionell als auch nach der letzten Systematik der Angiosperm Phylogeny Group zu den Geißblattgewächsen (Caprifoliaceae) gestellt. Nach anderer Auffassung beispielsweise in der Flora of China 2011 werden sie in eine eigene Familie Linnaeaceae eingeordnet.
Zur Familie Linnaeaceae gehören sieben Gattungen mit etwa 19 Arten. Das weite Verbreitungsgebiet auf der Nordhalbkugel umfasst Nordamerika, Mexiko, Europa und in Asien Russland, Kirgisistan, Usbekistan, Afghanistan, Nepal, Pakistan, Indien, China, Korea sowie Japan. In China kommen sechs Gattungen (zwei davon nur in China) mit 15 Arten vor, acht davon nur dort.
Es gibt sechs oder sieben Gattungen mit etwa 19 Arten:
- Abelia R.Br.: Die Gattung Abelia besitzen ein disjunktes Areal mit je fünf Arten in Ostasien und in Mexiko. Von den fünf ostasiatischen Arten der Sektion Abelia kommen drei nur in China und zwei auch in Japan[1] vor. Die fünf mexikanischen Arten gehören zur Sektion Vesalea (M.Martens & Galeotti) Fukuoka.[6]
- Diabelia Landrein (sie wurde früher zu den Linnaea L. oder zuletzt zu Abelia R.Br. gestellt):[5] Die drei Arten kommen alle in Japan vor, zwei davon auch in China.
- Dipelta Maxim.: Die nur drei Arten sind in den chinesischen Provinzen Gansu, Guizhou, Hubei, Hunan, Shaanxi, Sichuan sowie Yunnan verbreitet.[1] Sie besitzt zweisamige, wenig saftige Früchte.
  - Dipelta floribunda Maxim.: Aus dem zentralen bis östlichen und südlichen China.
- Kolkwitzia Graebn.: Es ist eine monotypische Gattung mit der einzigen Art:
  - Kolkwitzia amabilis Graebn.: Sie gedeiht in Höhenlagen von 300 bis 1300 Metern in den chinesischen Provinzen Anhui, Gansu, Henan, Hubei, Shaanxi, Shanxi und vielleicht Hebei. Viele Sorten werden als Zierpflanzen in Parks und Gärten verwendet.[1]
- Linnaea L.: Es ist eine monotypische Gattung mit der einzigen Art:
  - Moosglöckchen (Linnaea borealis L.): Sie gedeiht in alpinen sowie kühlen Gebieten in weiten Teilen der Nordhalbkugel.[1]
- Zabelia (Rehder) Makino (manchmal in Abelia R.Br.): Die etwa sechs Arten sind in Kirgisistan, Afghanistan, im nordwestlichen Indien, Nepal, China, Japan, Korea und in Russlands Fernen Osten verbreitet. In China gibt es drei Arten, eine davon nur dort. Zabelia biflora ist ein Artkomplex.[1]

Nach anderen Autoren gehören zur Unterfamilie Linnaeoideae nur fünf bis sechs Gattungen mit etwa 32 Arten.
Zur Biogeographie und Phylogenetik der Linnaeoideae liegen inzwischen in einer frei zugänglichen Publikation umfangreiche Untersuchungen vor.

## Weitere Bilder

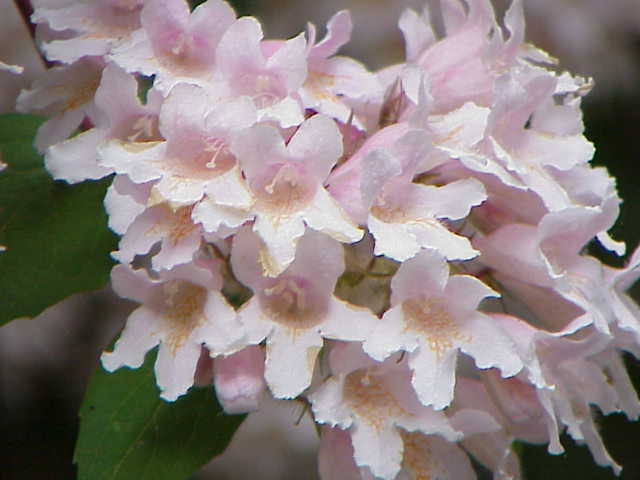
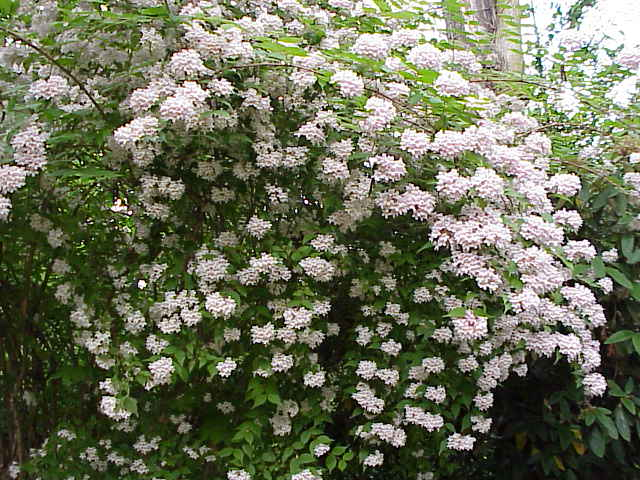
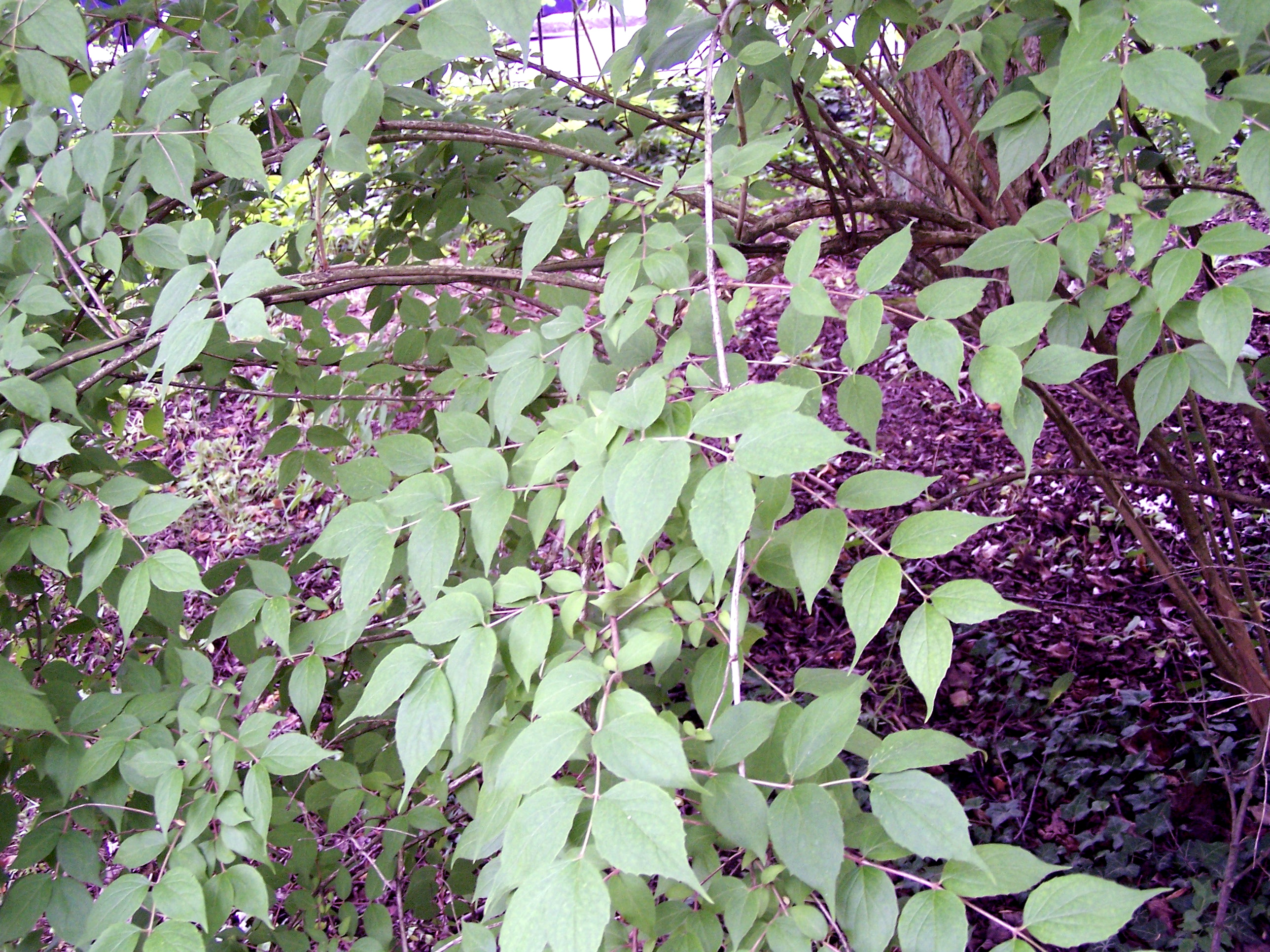

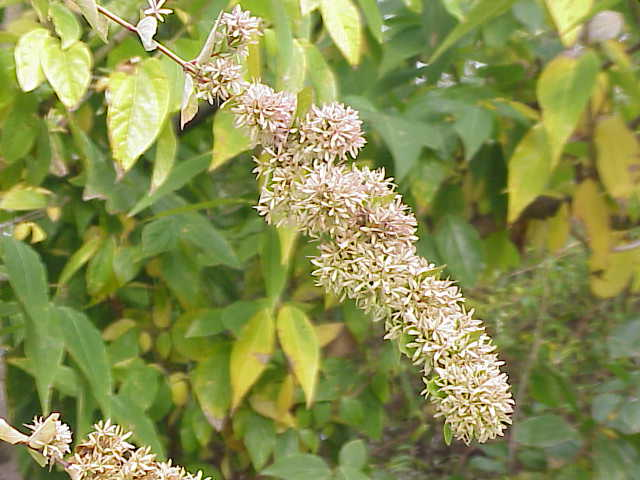
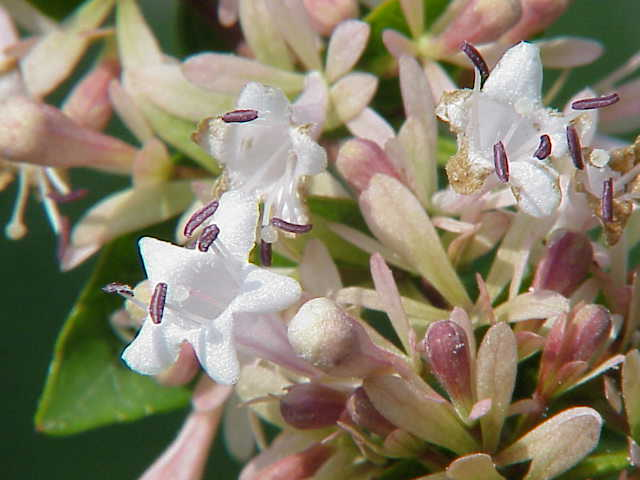
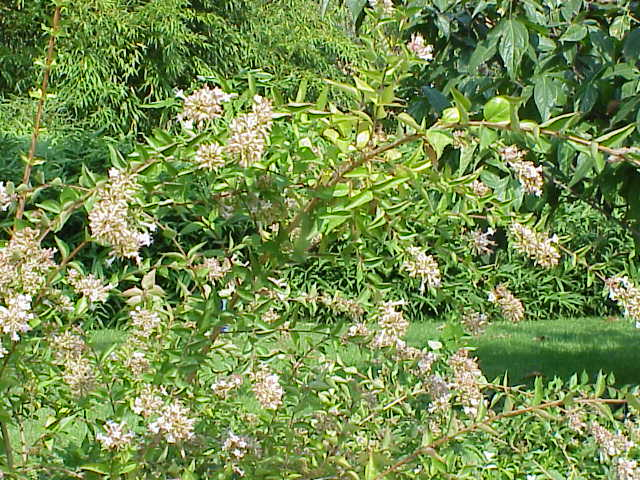

Kolkwitzia amabilis:
Abelia chinensis:

## Weiterführende Literatur
- C. D. Bell, M. J. Donoghue: Dating the Dipsacales: Comparing models, genes, and evolutionary implications. American J. Bot., Volume 92: 2005, S. 284–296.